# Адріан Межеєвський
Адріан Межеєвський (пол. Adrian Mierzejewski, нар. 6 листопада 1986, Ольштин) — польський футболіст, півзахисник турецького клубу «Трабзонспор».

## Клубна кар'єра
У дорослому футболі дебютував 2003 року виступами за команду клубу «Вісла» (Плоцьк), в якій провів чотири сезони, взявши участь у 37 матчах чемпіонату. 
Частину 2007 року провів виступаючи на умовах оренди у складі команди клубу «Заглемб'є» (Сосновець), після чого повернувся до плоцької «Вісли».
Своєю грою за цю команду привернув увагу представників тренерського штабу клубу «Полонія», до складу якого приєднався 2009 року. Відіграв за команду з Варшави наступні два сезони своєї ігрової кар'єри. Більшість часу, проведеного у складі «Полонії», був основним гравцем команди.
До складу турецького «Трабзонспора» приєднався 2011 року.

## Виступи за збірну
2010 року дебютував в офіційних матчах у складі національної збірної Польщі. Наразі провів у формі головної команди країни 20 матчів, забивши 1 гол.

## Досягнення
- Саудівська Прем'єр-ліга:
  -  Чемпіон (1): 2014/15
- Володар Кубка Австралії: 2017